# 中村滋延
中村 滋延（なかむら しげのぶ、1950年5月22日 - ）は、日本の作曲家、メディア・アーティスト。九州大学名誉教授。

## 略歴と作風
大阪府大阪市出身。同志社高等学校を卒業後、愛知県立芸術大学音楽学部作曲科で石井歓に、ドイツのミュンヘン国立音楽大学作曲科でヴォルフガング・キルマイヤーに師事。1977年に愛知県立芸術大学大学院修了。
現代音楽の作曲家として、「交響曲第1番アニマ」など5曲の交響曲、「弦楽器群のためのモルゲン」などのオーケストラ、室内楽、「ピアノのためのMei-An」などの器楽曲と多くの分野で、100以上の作品がある。ガウデアムス音楽週間内若手作曲家対象国際コンクール佳作など、国際コンクールでの受賞歴・入賞歴多数。一方で1980年代にはNHKのテレビドラマの音楽なども数多く手がけた。
80年代後半よりコンピュータ音楽に取り組み、ミュージックシアターや映像音響詩の分野で多数の作品を発表。ドイツのメディアアート研究所「ZKM」より客員芸術家として招かれるなど、国際的に高い評価を得ている。近年は、比較的反復語法を多用した安定した楽器法による音色の比重が多い。また、東南アジアの説話劇「ラーマヤナ」からのインスピレーションを、西洋楽器のための作品や、固定映像およびライブのメディアアートにも取り入れるなど、ユニークな活動を展開している。
同志社女子大学講師、京都造形芸術大学教授、九州芸術工科大学芸術工学部音響設計学科教授、九州大学大学院芸術工学研究院教授を歴任。

## 主要作品
- 交響曲第1番「アニマ」
- 交響曲第2番「トーテム」
- 交響曲第3番「レリーフの回廊」
- 交響曲第4番「ラーマヤナ 愛と死」
- 交響曲第5番「聖なる旅立ち」
- ピアノのためのMei-An
- デジャ・ヴュ〜ピアノのための
- 弦楽四重奏曲1973
- 弦楽四重奏のための「レリーフ」
- 弦楽四重奏のための音詩「悲しみの島」
- 弦楽器群のためのモルゲン
- かがみ（ライブ・コンピュータ音楽）
- チャッター・ボックス（ライブ・コンピュータ音楽）
- ラーマの影（ライブ・コンピュータ音楽）
- Lust（映像音響詩）
- 曼陀羅幻想（映像音響詩）
- 恋の華 白蓮（NHKドラマ人間模様の音楽）
- 都の風（NHK朝の連続テレビ小説の音楽）
- 砂の上のロビンソン（NHKドラマ人間模様の音楽）